# Jürgen Wolfsgruber
Jürgen Wolfsgruber (* 25. Februar 1987 in Gmunden) ist ein österreichischer Koch.

## Werdegang
Nach der Ausbildung ging Wolfsgruber 2005 nach Spanien zum El Bulli bei Ferran Adrià (drei Michelinsterne) und 2006 nach England zum The Fat Duck bei Heston Blumenthal (drei Michelinsterne). 2007 ging er zum Schlosshotel Freisitz Roith in Gmunden, 2009 zum Restaurant Gassner in Salzburg und 2011 zum Schmederer Salzburg. 2012 kehrte er zurück zum Freisitz Roith und ging 2013 zum Hotelrestaurant Ritterstern im Schloss Münichau.
2015 machte er sich mit dem Restaurant Sparkling Bistro in den Räumen des ehemaligen Bistro Terrine in der Münchner Amalienpassage selbstständig. Seit 2020 wird das Restaurant mit einem Michelinstern ausgezeichnet. 2021 wurde Johannes Maria Kneip zusätzlicher Küchenchef.
Anfang 2024 eröffnete Wolfsgruber zusätzlich in der Amalienpassage sein Restaurant Das Tschecherl, in dem er unkompliziertere Küche anbietet.

## Auszeichnungen
- Seit 2020: ein Michelinstern für das Restaurant Sparkling Bistro[3] in München
- 2025: drei schwarze Gault-Millau-Hauben für Das Tschecherl, drei rote für das Sparkling Bistro[6]